# Pirros III
Pirros III (en llatí Pyrrhus, en grec antic Πύῤῥος) fou rei de l'Epir. Era fill de Pirros II i de la seva esposa Olímpies.
A la mort del seu oncle Ptolemeu de l'Epir (circa el 235 aC) va ser proclamat rei, però va viure poc temps i va morir aproximadament l'any 234 aC a conseqüència d'una revolta que intentava instaurar la república. La seva germana Didàmia el va substituir al tron, i va quedar com única representant de la dinastia fins a la seva mort el 232 aC, assassinada a Ambràcia al temple d'Àrtemis. Llavors es va proclamar la República.